# Соколов, Валериан Сергеевич
Валериа́н Серге́евич Соколо́в (род. 30 августа 1946, Шихабылово, Чувашская АССР) — советский боксёр. Четырёхкратный чемпион СССР (1968, 1969, 1971, 1973). Олимпийский чемпион (1968). Заслуженный мастер спорта СССР (1968). Выдающийся боксёр СССР (1968).

## Биография
В 1962 году начал заниматься в секции бокса чувашского совета «Динамо».
Чемпион СССР 1968, 1969, 1971, 1973 годов в различных весовых категориях, трёхкратный победитель Кубка СССР 1967, 1970, 1971 годов, чемпион XIX летних Олимпийских игр в Мехико 1968 года в легчайшем весе.
Окончил факультет механизации Чувашского сельскохозяйственного института (1971), Казанское высшее танковое командное училище (1973), адъюнктуру Ленинградского военного института физкультуры (1978).
Провел 216 боев, одержал 196 побед. С 1981 по 1986 годы был главным тренером Вооружённых сил СССР, председателем тренерского совета Федерации бокса России.
Член КПСС с 1970 года. Кандидат педагогических наук (диссертацию на тему «Некоторые аспекты надёжности боксёров высокого класса и педагогические методы её совершенствования» защитил в 1977 году), полковник Советской Армии, полковник юстиции России в отставке.
Был депутатом Чебоксарского городского Совета. С 1992 года занимался предпринимательской деятельностью. С 1998 года был председателем главного тренерского совета Федерации бокса России. Затем работал начальником Управления спортивных единоборств Центра спортивной подготовки сборных команд России.
Сейчас является государственным тренером России по боксу, курирует сборные команды страны.
Вместе с женой Валериан Сергеевич воспитал двух детей.

## Награды
- Орден «Знак Почёта» (1969)[2].
- Орден «За службу Родине в Вооружённых Силах СССР» 3-й степени.
- Почётный знак «За заслуги в развитии физической культуры и спорта» (2001).
- Орден «За заслуги перед Чувашской Республикой» (2018)[3].
- Почётный гражданин Урмарского района Чувашской Республики (2015)[4]

## Признание
- Автономное учреждение «Спортивная школа имени олимпийского чемпиона В. С. Соколова» муниципального образования города Чебоксары — столицы Чувашской Республики
- Его именем названа улица в Московском районе Чебоксар (2006).